# 수네 베리스트룀
수네 칼 베리스트룀(스웨덴어: Sune Karl Bergström, 1916년 1월 10일 ~ 2004년 8월 15일)은 스웨덴의 생화학자이다. 1982년에 프로스타글란딘과 관련된 생물학적 활성 물질에 대한 연구로 벵트 잉에마르 사무엘손, 존 로버트 베인과 함께 노벨 생리학·의학상을 수상했다.

## 수상 경력
- 1972년 : 가드너 국제상
- 1975년 : 루이자 그로스 호르위츠상
- 1977년 : 앨버트 래스커 기초 의학 연구상
- 1982년 : 노벨 생리학·의학상

## 회원
- 1966년 : 미국 예술 과학 아카데미 회원[1]
- 1985년 : 교황청 과학원 회원[2]